# Agence norvégienne de la santé et des services sociaux
L'Agence norvégienne de la santé et des services sociaux (en norvégien Statens helsetilsyn) est une institution gouvernementale placée sous la tutelle du ministère de la Santé et des Soins en Norvège.
Statens helsetilsyn change sa dénomination en français le 1er novembre 2006 : de « Direction norvégienne de la santé », elle devient « Agence norvégienne de la santé et des services sociaux ». Son organisation sœur, Sosial- og helsedirektoratet, utilise quant à elle la dénomination « Direction norvégienne de la Santé et des Affaires Sociales ».

## La surveillance de l’état en matière sanitaire et sociale
La surveillance de l’état en matière sanitaire et sociale en Norvège est chargée de contrôler la conformité aux lois et réglementations nationales. La Norvège dispose d’une législation foisonnante en matière de services sanitaires et sociaux qui :
- stipule les services qui doivent être fournis aux usagers
- stipule le niveau de qualité requis des services
- régule l’activité du personnel de santé ayant l’autorisation gouvernementale d’exercer.
- donne aux utilisateurs des services sanitaires et sociaux des droits, notamment sous la forme concrète d’un code des droits du patient.

La surveillance concerne tous les services prescrits par la loi, qu’ils soient fournis par des hôpitaux publics, des collectivités locales, des entreprises privées ou du personnel de santé établi à son compte.
Les autorités de surveillance restent cependant indépendantes de la direction politique au quotidien, et choisissent en grande partie leurs priorités en matière de services à surveiller et de thèmes que la surveillance doit passer en revue. Ce choix de priorités intervient notamment sur la base des informations disponibles sur le risque et la vulnérabilité.
Les autorités de surveillance doivent contribuer à assurer :
- la satisfaction des besoins de la population en matière de services sanitaires et sociaux
- la fourniture des services en vertu de normes professionnelles acceptables
- la prévention en matière de déficiences dans la livraison de services
- l’utilisation des ressources d’une manière satisfaisante et efficace.

## Les méthodes de travail de la norvégienne de la santé et des services sociaux comprennent

### Surveillance de secteur
La surveillance de secteur est un contrôle avec une perspective générale et consiste en la collecte, la systématisation et l’interprétation des informations sur les services sanitaires et sociaux dans une perspective de surveillance. De telles informations servent de base pour évaluer le degré de satisfaction des besoins et la qualité des services.

### Inspections planifiées de prestataires de services
Lors des inspections de prestataires de services (collectivités locales, maisons de santé, hôpitaux, etc.), des contrôles de système de la qualité basés sur des méthodes reconnues au niveau international sont utilisées. Un prestataire de services est inspecté à travers l’analyse de documents, la conduite d’entretiens, des inspections et des contrôles par sondage. Le rapport d’inspection décrit les points qui ne sont pas conformes à la loi ou à la règlementation, c’est ce que l’on appelle les « déviations ».
L’autorité de surveillance suit attentivement ces déviations jusqu’à ce que la situation soit redevenue conforme à la loi ou à la réglementation en vigueur.
Chaque année l'agence norvégienne de la santé et des services sociaux sélectionne deux à quatre secteurs à soumettre à des inspections au niveau national.

### Cas individuels concernant des déficiences dans les services
L'agence norvégienne de la santé et des services sociaux au niveau départemental reçoit des informations sur de possibles déficiences des prestataires de services. Ces informations proviennent de nombreuses sources (patients, proches, employeur, police, medias). Environ 2000 cas par an sont étudiés pour déterminer si la loi ou la règlementation ont été enfreints. Quand la déficience est avérée, l'agence norvégienne de la santé et des services sociaux peut réagir contre le prestataire de service sous la forme d’injonctions de rectifier la situation, ou contre le personnel de santé autorisé par l’état. Les sanctions peuvent être des avertissements, la suspension de l’autorisation de prescrire certains médicaments, ou le retrait pur et simple de l’autorisation d’exercer.

### Rapports d’incidents qui ont causé ou qui pouvaient causer des dommages corporels significatifs
L'agence norvégienne de la santé et des services sociaux est responsable de MedEvent – le système de déclaration / reporting d’événements défavorables / négatifs dans les services de santé spécialisés. Ce système compile les messages sur les incidents survenus dans les services de santé spécialisés qui ont causé ou auraient pu causer des dommages corporels significatifs. Les hôpitaux ont une obligation prescrite par la loi de notifier de tels incidents.

### Plaintes sur les services et le non-respect des droits
Le code des droits du patient donne à la population de nombreux droits lors de ses contacts avec les services de santé. Le code stipule les droits concernant un examen médical par un spécialiste dans les 30 jours, le droit aux soins de santé, le choix de l’hôpital, l’accès aux rapports médicaux du patient et leurs modifications, la participation et l’information. Il contient aussi des dispositions sur les droits particuliers des enfants, le consentement à des soins de santé et des programmes individuels pour ceux qui ont besoin de services complémentaires.
Le code des services sociaux comporte des dispositions sur le devoir des collectivités locales de fournir au public des services, notamment des renseignements, des conseils et des instructions qui peuvent contribuer à résoudre ou à éviter des problèmes sociaux ; apporter une aide pratique ou une formation pour tous ceux ayant un besoin particulier provenant d’une maladie, d’un handicap, de la vieillesse ou d’autres raisons ; apporter une assistance à toute personne dépendante, assurer un salaire aux personnes ou familles ayant des tâches sanitaires particulièrement astreignantes, proposer un soutien personnel à toutes personnes ou familles, réserver une place dans des institutions ou logements spécialisés proposant des services de soins 24 heures sur 24, et trouver un logement pour les personnes indigentes.
Chaque année l’autorité de surveillance traite au niveau départemental entre 6000 et 8000 plaintes de ce type département.

### Utilisation des découvertes et expériences tirées des inspections
Les autorités de surveillance travaillent activement afin que les prestataires fournissant des services sanitaires et sociaux utilisent les rapports d’inspection, les résolutions prises dans des cas particuliers, les comptes rendus d’erreur et les publications de l'agence norvégienne de la santé et des services sociaux comme une source précieuse de connaissances dans leur travail de développement de systèmes administratifs et dans l’amélioration de la qualité des services.
Les découvertes et expériences provenant des inspections, les autres bases des connaissances et les méthodes d’inspection sont rendues publics.

## Structure de l’organisation
Les autorités de surveillance sont l'agence norvégienne de la santé et des services sociaux, les bureaux décentralisés de l'agence norvégienne de la santé dans les départements et le préfet.
L'agence norvégienne de la santé et des services sociaux est l’autorité nationale supérieure de surveillance. L'agence norvégienne de la santé et des services sociaux comprend environ 85 employés, dont à peu près 25 juristes, environ 20 médecins, 10 à 15 professionnels de la santé autres que médecins, entre 5 et 10 professionnels de l’aide sociale et autour de 10 sociologues.
Au niveau du département, la surveillance est prise en charge par l’antenne locale de l'agence norvégienne de la santé (services de santé et personnels de santé) et le préfet (services sociaux).
Les autorités de surveillance sont dirigées par le directeur général Jan Fredrik Andresen.
Les pages en anglais du site Internet comprennent :
- La législation
- La description des services sanitaires et sociaux norvégiens
- La description de l’administration gouvernementale en matière sanitaire et sociale
- Le texte intégral du rapport annuel de surveillance / d’inspection accompagné d’articles et de statistiques.
- Le résumé de toutes les publications dans le rapport de la Direction norvégienne de la santé
- Des liens internesst (administration sanitaire et sociale, statistiques, organisations internationales)

### Liste des directeurs
- 1930-1938 : Nils Peter Laberg Heitman (en)
- 1938-1972 : Karl Evang (en)
- 1972-1992 : Torbjørn Mork (en)
- 1992-2000 : Anne Alvik (en)
- 2000 : Petter Øgar (en) (intérim)
- 2000-2012 : Lars E. Hanssen (en)
- Depuis 2012 : Jan Fredrik Andresen (no)